# هدف فضي (كرة القدم)

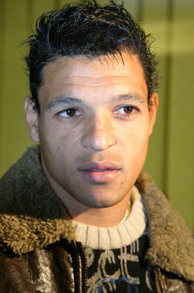
ديرلي، لاعب كرة قدم برازيلي

قاعدة سابقة في كرة القدم كانت تستخدم لتحديد الفائز في المباراة إذا انتهي الوقت الأصلي بالتعادل في نظام خروج المغلوب، وتقوم على أساس اعتبار الفريق المتقدم في النتيجة مع انتهاء الشوط الإضافي الأول فائزاً، وإذا استمرت نتيجة التعادل يتم اللجوء إلي الشوط الإضافي الثاني لتستمر المباراة بشكل طبيعي بعدها، وإذا انتهي الوقت بدون فوز أي من الفريقين يتم اللجوء إلي ضربات الجزاء الترجيحية. تم إنهاء التعامل بهذه القاعدة في عام 2005 وتعتبر مختلفة عن قاعدة الهدف الذهبي القاتلة.

## تاريخ
تم الإعلان عن هذا القاعدة لأول مرة عام 2002 لتحل محل قاعدة الهدف الذهبي. وقام الاتحاد الاوربي بتبني هذه القاعدة وقرر استخدامها في بطولة يورو 2004 بالبرتغال. إلا أنه بعد ذلك قرر الاتحاد الأوربي الاستغناء عن هذه القاعدة لعدم تعميمها من قبل الاتحاد الدولي لكرة القدم. وتم إنهاء التعامل بهذه القاعدة بعد عام 2005

## مباريات
أحرز أول هدف فضي رسمي في المباراة النهائية لبطولة كأس الاتحاد الأوروبي عام 2003، والتي جمعت فريقي بورتو البرتغالي وسيلتك الأسكتلندي وأنتهت بفوز بورتو بنتيجة 3-2 بالهدف الفضي للاعب ديرلي بعد انتهاء الوقت الأصلي بنتيجة 2-2، غير أن هذا الهدف الفضي لم يكن مؤثراً كونه تم إحرازه في الدقيقة 115 من عمر المباراة خلال الشوط الإضافي الثاني، وعليه فقد استمرت المبارة بشكل طبيعي بعد الهدف لحين انتهاء الوقت المخصص للشوط الإضافي الثاني.
مباراة وحيدة استفاد فريق خلالها من هذه القاعدة، كانت بين اليونان والتشيك في نصف نهائي كأس الأمم الأوروبية 2004 وانتهت المباراة بفوز اليونان 1-0 بالهدف الفضي والذي أحرزه اللاعب تراينوس ديلاس في الدقيقة الأولى من الوقت بدل الضائع من الشوط الإضافي الأول.